# Ірландсько-чилійські відносини
Ірландсько-чилійські відносини — двосторонні дипломатичні відносини між Ірландією і Чилі.

## Історія
Першими ірландцями прибулими на територію сучасної держави Чилі, можливо, була частина військового контингенту під назвою «Дикі гуси». У 1500-х роках під час завоювання і колонізації Чилі серед іспанців були солдати ірландського походження. У 1763 році ірландський дворянин Амбросіо О'Хіггінс прибув в Чилі державним службовцем Іспанської імперії. З 1788 по 1796 рік Амбросіо О'Хіггінс займав посаду губернатора Чилі, а потім перебував на посаді віце-короля Перу з 1796 по 1801 рік. У 1778 році його син Бернардо О'Хіггінс народився в Чильяні і потім став відомий як лідер боротьби за незалежність Чилі від Іспанії; з 1817 по 1823 рік обіймав посаду Верховного директора Чилі. Чилійський офіцер ірландського походження Хуан Макенна також вважається одним з лідерів руху Чилі за незалежність і був засновником Корпусу військових інженерів сухопутних військ Чилі.
Незабаром після закінчення Війни за незалежність Ірландії (1919—1921) від Великої Британії, Дублін почав розвивати дипломатичні відносини з країнами Латинської Америки і в 1921 році направив представників Френка Ігана і пізніше Патрика Літтла в Чилі з метою зібрати кошти від ірландської діаспори на відновлення країни. З 1973 по 1990 рік у Чилі була військова диктатура під керівництвом генерала Августо Піночета. У цей часовий проміжок багато громадян Чилі шукали притулок в інших країнах, включаючи Ірландію, де близько 120 громадян цієї країни подали клопотання про надання притулку. У 1988 році майбутній президент Ірландії Майкл Гіґґінс прибув в Чилі міжнародним спостерігачем за проведенням референдуму. У 1990 році в Чилі був обраний цивільний президент Патрісіо Айлвін, що має ірландське коріння. На початку 1990-х років Чилі та Ірландія встановили дипломатичні відносини, а в 2002 році Чилі відкрила посольство в Дубліні. Близько 120 000 громадян Чилі мають ірландське походження.

## Торгівля
У 2015 році обсяг товарообігу між країнами склав 252 млн. євро. Експорт Чилі в Ірландію на 70 % складається з вин, потім слідують кави, чай і виноград. Експорт Ірландії в Чилі: крани, комп'ютери, медикаменти, індустріальне масло і алкоголь. У 2002 році Чилі і Європейський союз (до складу якого входить і Ірландія) уклали Угоду про асоціацію, в яку включено створення зони вільної торгівлі, що вступило в силу в лютому 2003 року.

## Дипломатичні представництва
- Інтереси Ірландії в Чилі представляє посольство країни в аргентинському місті Буенос-Айресі[11].
- Чилі має посольство в Дубліні[12].